# همسران نظامی
گروه کر همسران نظامی (به انگلیسی: Military Wives Choirs) یک موسسه خیریه و شبکه ثبت شده متشکل از ۷۵ گروه کر در پایگاه‌های نظامی بریتانیا در سراسر بریتانیا و خارج از این کشور است که زنان در جامعه نظامی را از طریق آواز خواندن به یکدیگر نزدیکتر می‌کند. با بیش از ۲۲۰۰ عضو، دارای خدمات سه‌گانه است (نیروی دریایی سلطنتی، تفنگداران دریایی سلطنتی، ارتش بریتانیا، نیروی هوایی سلطنتی) و هر زنی که دارای ارتباط نظامی است می‌تواند به این گروه بپیوندد، از جمله کسانی که در حال حاضر در حال خدمت هستند، کهنه‌سربازان، مادران، خواهران و دختران، زنان را از سراسر جامعه نظامی توانمند می‌سازد. این سازمان همچنین یک موسسه خیریه فرعی محسوب می‌شود.

## اقتباس سینمایی
- همسران نظامی (۲۰۱۹)